# 島根県立宍道高等学校
島根県立宍道高等学校（しまねけんりつ しんじこうとうがっこう, Shimane Prefectural Shinji High School）は、島根県松江市にある公立高等学校。

## 概要
歴史
以下の定時制課程・通信制課程が統合の上、2009年（平成21年）に設置され、翌2010年（平成22年）に開校した。
- 定時制課程
  - 島根県立松江工業高等学校 普通科
  - 島根県立松江南高等学校宍道分校 家政科
  - 島根県立出雲高等学校 普通科

- 通信制課程
  - 島根県立松江北高等学校 普通科

設置課程・学科
定時制課程 普通科（午前部・午後部・夜間部の3部制）- 単位制
通信制課程 普通科 - 単位制
校訓
「発見・敬愛・自律」
校章
山・宍道湖・空をイメージし、青と白で表現された。形体を区切る曲線は宍道（Shinji）高校の頭文字Sとなっている。
校歌
作詞は藤原義光、作曲は妹尾哲巳による。歌詞は3番まであり、1番に校名の「宍道（湖）」が登場する。
校地
普通教室棟（3階）、多目的教室棟（3階）、管理特別教室棟（3階）、屋内運動場（アリーナ・剣道場・柔道場）、屋外運動場（グラウンド・テニスコート）からなる。校舎の色はキャラメル色。
通信制課程 スクーリング協力校
- 島根県立隠岐高等学校

## 沿革
- 2008年（平成20年）8月 - 島根県東部地域の公立高校定時制・通信制課程で生徒募集を停止し、学習時間選択制の東部独立校（仮称）を開校する計画が発表される。
- 2009年（平成21年）11月1日 - 「島根県立宍道高等学校」（現校名）が設置される。校章を制定。
- 2010年（平成22年）
  - 2月1日 - 校舎が完成。
  - 3月9日 - 第1回入学試験を実施。
  - 4月1日 - 開校。
  - 4月18日 - 開校式・入学式を挙行。定時制課程129名、通信制課程178名、計307名が入学。校歌を制定。
    - 松江北高等学校 通信制課程 在学生のスクーリング等の学習活動が（松江北高校在籍のまま）宍道高等学校で行われることとなる。
    - 通信制課程スクーリング協力校（4校） - 島根県立隠岐高等学校・島根県立大田高等学校・島根県立浜田高等学校・島根県立益田高等学校
- 2011年（平成23年）
  - 3月6日 - 第1回卒業式を挙行。
  - 3月23日 - 開校記念植樹を実施。
  - 3月25日 - 太陽光発電設備を設置。
- 2012年（平成24年）4月1日 - 通信制課程スクーリング校が島根県立隠岐高等学校1校となる[2][3]。
- 2013年（平成25年）3月31日 - 島根県立松江北高等学校 通信制課程 普通科が廃止される。